# Křížová cesta (Hať)
Netradiční křížová cesta se nachází u kostela svatého Matouše v obci Hať v okrese Opava v geomofologickém celku Opavská pahorkatina v Moravskoslezském kraji. Místo je celoročně volně přístupné.

## Další informace
Exteriérová křížová cesta má 14 zastavení na kruhové trase v jejímž středu je postaven malý altán s posezením. Stavbu iniciovali Rudolf a Zuzana Gogolínovi z Hlučína. Autorem plastik výjevů křížové cesty, které byly odlity z betonu a patinované, je malíř a řezbář Stanislav Mika. Plastiky jsou umístěny na ocelové desce s vyřezaným křížem. Místo bylo slavnostně otevřeno a požehnáno 28. června 2019. Stavba získala prestižní Cenu Patria Nostra 2020 za Moravskoslezský kraj.

## Galerie

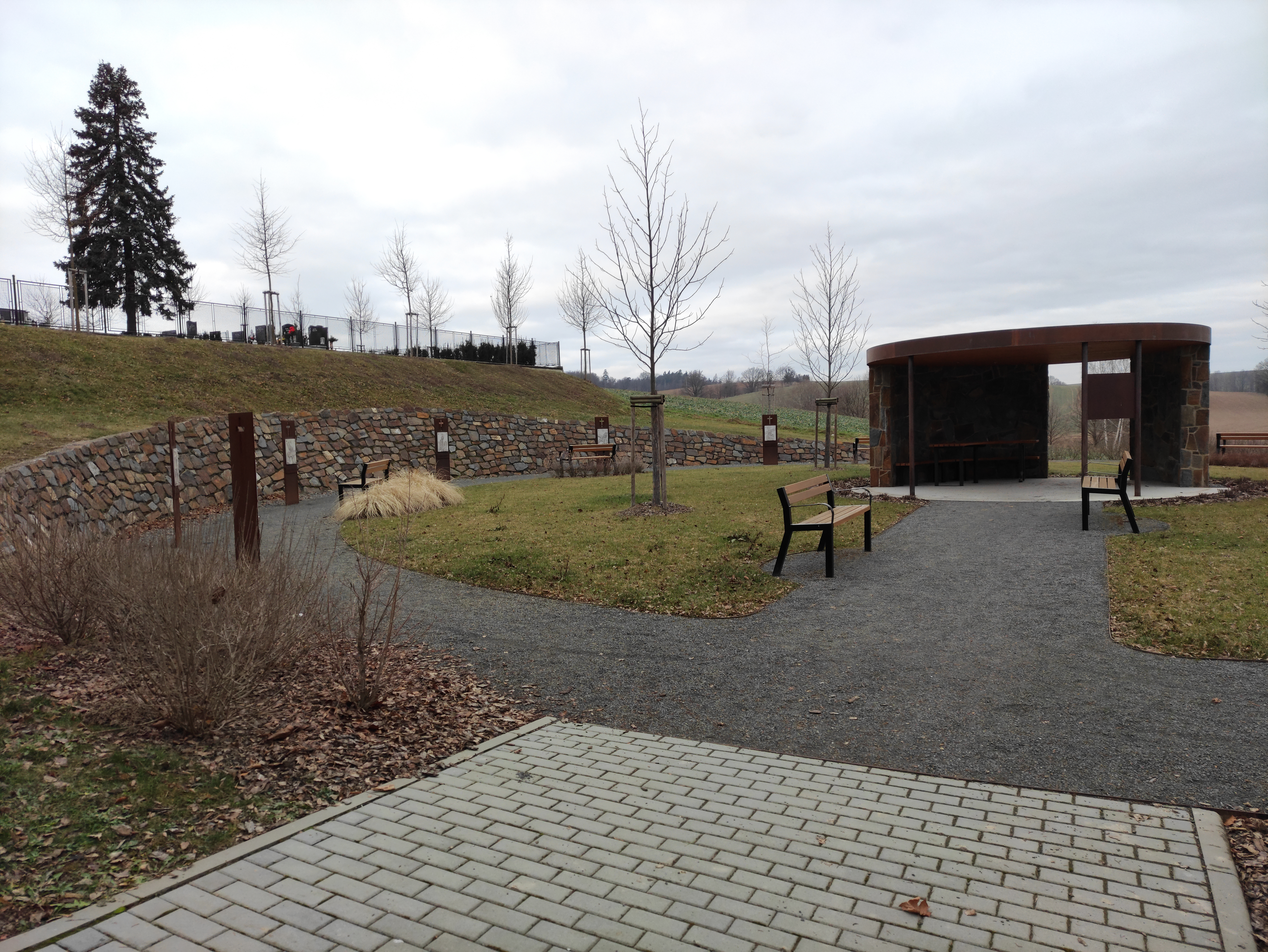
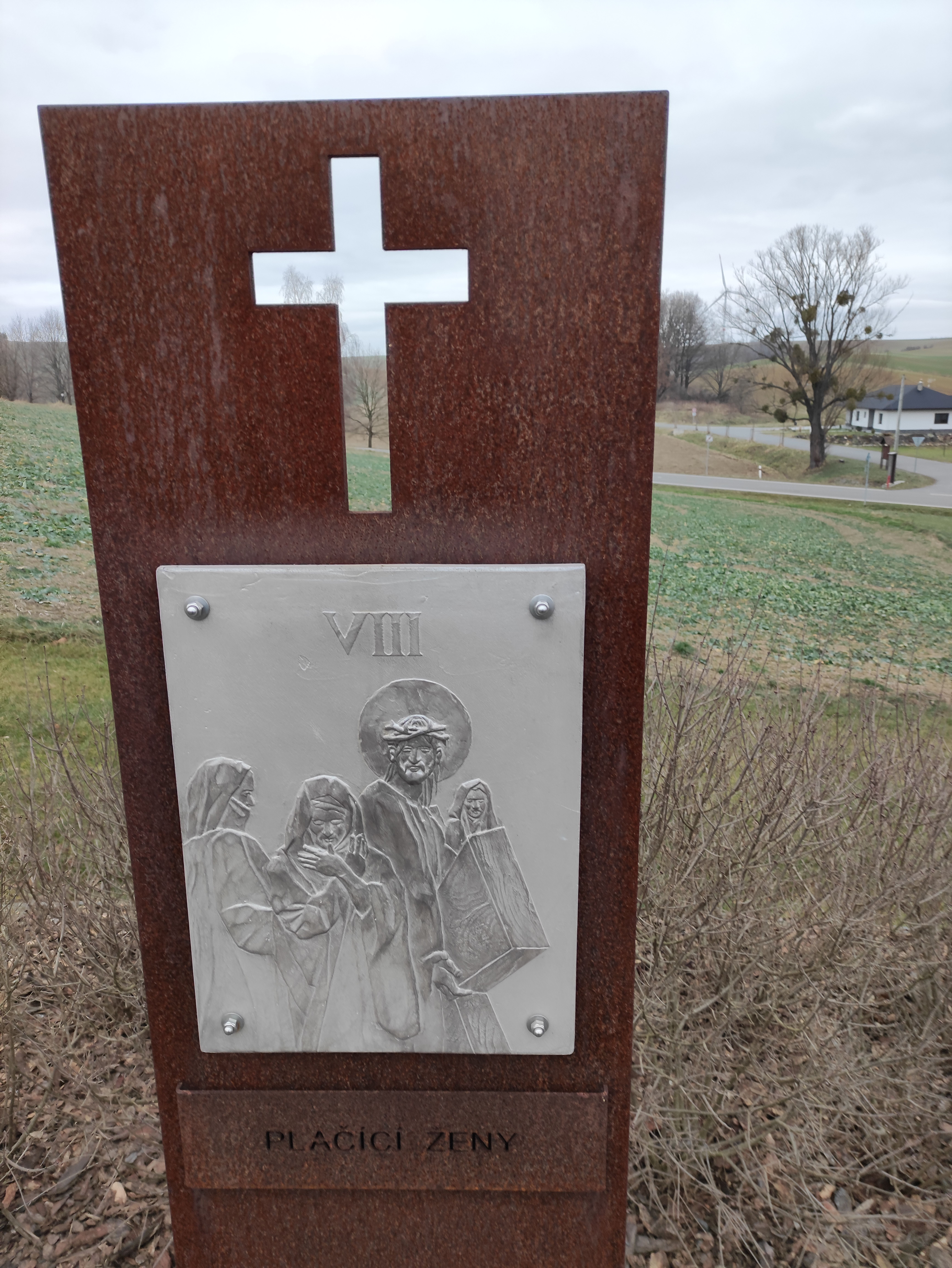